# Flávio Nazinho
Flávio Basilua Jacinto Nazinho (Almada, 20 juli 2003) is een Portugees voetballer die uitkomt voor Cercle Brugge.

## Clubcarrière
Nazinho maakte in het seizoen 2020/21 zijn intrede in het tweede elftal van Sporting CP, dat toen uitkwam in de Campeonato de Portugal (toen het derde niveau in Portugal). Op 24 november 2021 maakte hij zijn officiële debuut in het eerste elftal van de club: in de Champions League-groepswedstrijd tegen Borussia Dortmund (3-1-winst) liet trainer Rúben Amorim hem een paar minuten voor tijd invallen. Vier dagen later mocht hij ook zijn competitiedebuut vieren: in de 2-0-zege tegen CD Tondela mocht hij in de 67e minuut invallen. Nazinho klokte in zijn debuutseizoen in de hoofdmacht af op vijf wedstrijden in alle competities. In het seizoen 2022/23 kwam Nazinho zes keer in actie in het eerste elftal van Sporting CP. Naast twee basisplaatsen en een invalbeurt in de competitie kreeg hij ook drie invalbeurten in de Champions League.
In september 2023 leende Sporting CP hem tot het einde van het seizoen uit aan de Belgische eersteklasser Cercle Brugge.